# Jandari
Jandari (gruzínsky ჯანდარის ტბა, ázerbájdžánsky Ağ göl) je jezero na hranici Gruzie a Ázerbájdžánu. Severozápadní část leží v gruzínském kraji Kvemo Kartli, jihovýchodní v ázerbájdžánském okrese Ağstafa. Jeho rozloha činí 9,7 km² a je přibližně rovnoměrně rozdělená mezi obě země. Dosahuje maximální hloubky 1,0 m a leží v nadmořské výšce 1799 m.

## Vodní režim
Voda do jezera přitéká z Gruzie z Kury Gardabanským kanálem, který byl vybudován v 70. letech 19. století. Příspěvek srážek ani podzemní voda není významný. Před vybudováním kanálu se na místě nacházela malá vodní plocha..

## Využití
V roce 1993 byla uzavřena dohoda mezi Ázerbájdžánským výborem pro melioraci a vodohospodářství a odborem řízení melioračních systémů  gruzínského ministerstva zemědělství a výživy, podle kterého ministerstvo ročně dodává vodu do jezera v množství 70 milionů m³, z čehož je určeno 50 milionů m³ na zavlažování 8 500 hektarů půdy v oblasti Agzerfam a 20 milionů m³ na udržování ekologické rovnováhu nádrže.